# Swallow (Automarke)
Swallow war eine britische Automobilmarke, die nur 1922 von der Payne Gellwey Brown & Co. Ltd. in London SW1 gebaut wurde. Nicht zu verwechseln ist sie mit den Marken Swallow Side Car oder Swallow Doretti, mit denen sie in keinem Zusammenhang steht.
Es gab zwei Modelle des Leichtfahrzeuges, die beide als 8 hp bezeichnet wurden. Das Zweizylindermodell besaß 1018 cm³ Hubraum und einen etwas kürzeren Radstand, während das Vierzylindermodell einen Hubraum von 1122 cm³ aufwies und auf etwas längerem Chassis geliefert wurde.

## Quelle
- David Culshaw & Peter Horrobin: The Complete Catalogue of British Cars 1895–1975. Veloce Publishing plc. Dorchester (1997). ISBN 1-874105-93-6